# 斯維亞托斯拉夫·利廷斯基
斯維亞托斯拉夫·沃洛迪米羅維奇·利廷斯基（羅馬化：Sviatoslav Volodymyrovych Litynskyi；1981年10月7日—），乌克兰公众人物及教师 、著名乌克兰语捍卫者。自2012年以来，如果乌克兰语有违反现行立法的行为，他就通过诉讼捍卫乌克兰语的地位。他是第一个获得没有俄语页面的内部护照的乌克兰公民，協助建立外国公司需要用乌克兰语标记家用电器和电子设备之規條。